# OK Computer OKNOTOK 1997 2017
OK Computer OKNOTOK 1997 2017 és una reedició de l'àlbum OK Computer (1997), de la banda britànica Radiohead. Fou rellançat el 23 de juny de 2017 per XL Recordings després que aquest segell adquirís tot el catàleg de la banda que disposava EMI. L'àlbum està remasteritzat i inclou les cares-B que contenien els senzills de l'OK Computer, i tres cançons noves. L'edició especial inclou un llibre artístic, notes, i un casset amb demos i gravacions. A diferències dels rellançaments realitzats per Radiohead dins EMI, en aquesta ocasió va ser la pròpia banda qui va seleccionar el material inclòs.

## Producció
OK Computer és el tercer àlbum de Radiohead i fou publicat el juny de 1997 per EMI. Fou enregistrat entre 1996 i 1997 a St Catherine's Court, mansió història prop de Bath propietat de l'actriu Jane Seymour. Fou el primer treball de la banda produït per Nigel Godrich, i des de llavors ha produït tots els discs de Radiohead. Aquest treball va proporcionar l'èxit comercial a arreu del món gràcies als tres senzills «Paranoid Android», «Karma Police» i «No Surprises», i fou nominat i premiat a diversos guardons internacionals.
El contracte de sis àlbums amb la discogràfica EMI va finalitzar amb el llançament de Hail to the Thief (2003), i dels treballs posteriors se n'ha encarregat la mateixa banda del llançament digital, mentre que del llançament física ho han delegat a XL Recordings. Tanmateix, EMI va conservar el copyright del catàleg enregistrat per Radiohead. La discogràfica va aprofitar aquests drets per fer dos rellançaments en forma de doble LP de OK Computer a l'agost de 2008 i al març de 2009 com una edició de col·leccionista amb altres cares-B i actuacions en directe, però sense la intervenció de la banda. Al febrer de 2013, Warner Music Group va adquirir Parlophone, i com a resultat de l'acord amb Independent Music Companies Association, WMG va transferir el catàleg de Radiohead que disposaven a XL Recordings. Les dues edicions col·leccionistes van ser retirades dels serveis de streaming perquè no disposaven de l'aprovació de Radiohead, i el nou segell va editar el catàleg vell en format vinil en el maig de 2016.

## Contingut
El rellançament inclou una versió remasteritzada de l'àlbum original, vuit cançons cares-B i tres temes inèdits: «I Promise», «Man of War» i «Lift». L'edició especial inclou l'àlbum en vinil, un llibre artístic de tapa dura, un llibre amb les notes de Thom Yorke, una casset de demos i sessions d'enregistraments, alguns experiments d'àudio, dues cançons inèdites («Attention» i «Are You Someone?»), i versions primitives de «The National Anthem», «Motion Picture Soundtrack» i «Nude», publicades en àlbums posteriors.
La darrera cançó del casset, «OK Computer Program», conté una explosió misteriosa de dos minuts de grinyol, tons de computadora. Quan els tons es filtres a través un filtre passabaix i s'executen mitjançant una consola de videojocs ZX Spectrum, es carrega un programa curt. Aquest programa enumera els membres de la banda i la data 19 de desembre de 1996, i llavor permet jugar una estona. El programa també conté el missatge secret negre sobre negre "Congratulations....you've found the secret message syd lives hmmmm. We should get out more" (en català, "Enhorabona.... has trobat el missatge secret syd viu hmmmm. Hem de sortir més").

## Llista de cançons
Totes les cançons foren escrites i compostes per Thom Yorke, Jonny Greenwood, Phil Selway, Ed O'Brien i Colin Greenwood. 
| Núm.          | Títol                         | Durada |
| ------------- | ----------------------------- | ------ |
| 1.            | «Airbag»                      | 4:44   |
| 2.            | «Paranoid Android»            | 6:23   |
| 3.            | «Subterranean Homesick Alien» | 4:27   |
| 4.            | «Exit Music (For a Film)»     | 4:24   |
| 5.            | «Let Down»                    | 4:59   |
| 6.            | «Karma Police»                | 4:21   |
| 7.            | «Fitter Happier»              | 1:57   |
| 8.            | «Electioneering»              | 3:50   |
| 9.            | «Climbing Up the Walls»       | 4:45   |
| 10.           | «No Surprises»                | 3:48   |
| 11.           | «Lucky»                       | 4:19   |
| 12.           | «The Tourist»                 | 5:24   |
| Durada total: | Durada total:                 | 53:21  |

| 1.            | «I Promise»                  | 3:59  |
| 2.            | «Man of War»                 | 4:29  |
| 3.            | «Lift»                       | 4:06  |
| 4.            | «Lull»                       | 2:25  |
| 5.            | «Meeting in the Aisle»       | 3:07  |
| 6.            | «Melatonin»                  | 2:08  |
| 7.            | «A Reminder»                 | 3:52  |
| 8.            | «Polyethylene (Parts 1 & 2)» | 4:22  |
| 9.            | «Pearly*»                    | 3:38  |
| 10.           | «Palo Alto»                  | 3:51  |
| 11.           | «How I Made My Millions»     | 3:07  |
| Durada total: | Durada total:                | 38:18 |

### Edició especial en casset OKNOTOK
| 1.            | «ZX Spectrum Symphony»                                                   | 1:18  |
| 2.            | «AMS Hello»                                                              | 0:19  |
| 3.            | «True Love Waits Tape Loop»                                              | 4:59  |
| 4.            | «Let Down (Thom 4-track)»                                                | 2:59  |
| 5.            | «I May be Paranoid but Not an Android»                                   | 0:16  |
| 6.            | «Attention (Thom 4-track)»                                               | 2:42  |
| 7.            | «Noise Sketch by Nigel Godrich»                                          | 1:15  |
| 8.            | «Climbing Up the Walls (Abbey Road Strings)»                             | 1:15  |
| 9.            | «Someone Help This Gu»                                                   | 0:30  |
| 10.           | «Motion Picture Soundtrack (Solo Piano)»                                 | 5:13  |
| 11.           | «Was That Recording?»                                                    | 0:15  |
| 12.           | «The Jumbled Words of Climbing Up the Walls Read by Little Dan Clements» | 1:21  |
| 13.           | «Lull (Ed's Guitar Infinite Reverb)»                                     | 1:31  |
| 14.           | «Airbag Drums Through Moog»                                              | 1:07  |
| 15.           | «Karma Police Space Echo»                                                | 1:56  |
| 16.           | «Karma Police Voice Through Telephone»                                   | 0:27  |
| 17.           | «(parlament)»                                                            | 0:07  |
| 18.           | «Piano sketch by Jonny»                                                  | 0:40  |
| 19.           | «Big Bird Story by Stanley Donwood»                                      | 2:04  |
| 20.           | «No Surprises (Soundcheck Demo)»                                         | 2:58  |
| 21.           | «Radio Chaser Noise»                                                     | 0:24  |
| 22.           | «Fridge Buzz»                                                            | 0:11  |
| 23.           | «True Love Waits Space Loop»                                             | 1:00  |
| 24.           | «(parlament)»                                                            | 0:29  |
| 25.           | «Are You Someone?»                                                       | 3:35  |
| Durada total: | Durada total:                                                            | 38:50 |

| 1.            | «Nigel Godrich AMS Delay»                                 | 0:54  |
| 2.            | «Jonny's Radio from Climbing Up the Walls»                | 1:15  |
| 3.            | «Climbing Up the walls (Thom 4-track)»                    | 3:58  |
| 4.            | «A Piano Lies Down in the Middle of the Road»             | 2:36  |
| 5.            | «Transposing Noise Sketch by Nigel Godrich»               | 2:07  |
| 6.            | «Paranoid Android (Johnny & Thom Demo)»                   | 1:22  |
| 7.            | «Alternate Paranoid Android Outro (directe a Pittsburgh)» | 2:21  |
| 8.            | «An Airbag Saved My Life (Demo)»                          | 4:15  |
| 9.            | «(parlament)»                                             | 0:23  |
| 10.           | «Paranoid Android Loud Room at St Catherine's»            | 0:56  |
| 11.           | «Nigel Godrich AMS Paranoid Android Guitar Sample»        | 1:44  |
| 12.           | «Nude»                                                    | 5:31  |
| 13.           | «The National Anthem (Thom 4-track)»                      | 3:19  |
| 14.           | «Ambient Loops»                                           | 0:45  |
| 15.           | «Man of War (directe a Montpeller)»                       | 4:28  |
| 16.           | «Nigel Godrich AMS Delay»                                 | 0:37  |
| 17.           | «Thom's Acoustic as Microphone in Climbing Up the Walls»  | 2:23  |
| 18.           | «OK Computer Program»                                     | 1:57  |
| Durada total: | Durada total:                                             | 40:52 |

## Posicions en llista
| Llista       | Posició |
| ------------ | ------- |
| Alemanya     | 13      |
| Austràlia    | 6       |
| Canadà       | 10      |
| Espanya      | 11      |
| Estats Units | 23      |
| Itàlia       | 11      |
| Nova Zelanda | 7       |
| Regne Unit   | 2       |

## Crèdits
Radiohead
- Colin Greenwood – baix, sintetitzador baix, percussió
- Jonny Greenwood – guitarra, teclats, piano, mellotron, orgue, glockenspiel, arranjaments de corda
- Ed O'Brien – guitarra, efectes de so, percussió, veus addicionals
- Phil Selway – bateria, baix
- Thom Yorke – cantant, guitarra, piano, programació, il·lustracions

Personal addicional
- Royal Philharmonic Orchestra – cordes a "Man of War"
- Chris Blair – masterització
- Stanley Donwood – il·lustracions
- Nigel Godrich – producció, enginyeria
- Nick Ingman – director d'orquestra
- Robert Ziegler – director d'orquestra a "Man of War"
- Sam Petts Davis, Fiona Cruickshank – enginyeria a "Man of War"
- Jim Warren – producció, enginyeria